# Scottish First Division 2010/11
Die Scottish Football League First Division wurde 2010/11 zum 36. Mal als nur noch zweithöchste schottische Liga unter diesem Namen ausgetragen. In der zweithöchsten Fußball-Spielklasse der Herren in Schottland traten in der Saison 2010/11, 10 Klubs in insgesamt 36 Spieltagen gegeneinander an. Jedes Team spielte jeweils viermal gegen jedes andere Team. Bei Punktgleichheit zählte die Tordifferenz.
Die Meisterschaft gewann Dunfermline Athletic, das sich damit gleichzeitig die Teilnahme an der Premier-League-Saison 2011/12 sicherte. Absteigen in die Second Division mussten der FC Cowdenbeath nach verlorener Relegation sowie Stirling Albion. Torschützenkönig mit jeweils 15 Treffern wurde Kris Doolan von Partick Thistle und Mark Stewart vom FC Falkirk.

## Statistiken

### Abschlusstabelle
| Pl. | Verein               | Sp. | S  | U  | N  | Tore    | Diff. | Punkte |
| --- | -------------------- | --- | -- | -- | -- | ------- | ----- | ------ |
| 1.  | Dunfermline Athletic | 36  | 20 | 10 | 6  | 066:310 | +35   | 70     |
| 2.  | Raith Rovers         | 36  | 17 | 9  | 10 | 047:350 | +12   | 60     |
| 3.  | FC Falkirk (A)       | 36  | 17 | 7  | 12 | 057:410 | +16   | 58     |
| 4.  | Queen of the South   | 36  | 14 | 7  | 15 | 054:530 | +1    | 49     |
| 5.  | Partick Thistle      | 36  | 12 | 11 | 13 | 044:390 | +5    | 47     |
| 6.  | FC Dundee 1          | 36  | 19 | 12 | 5  | 054:340 | +20   | 44     |
| 7.  | Greenock Morton      | 36  | 11 | 10 | 15 | 039:430 | −4    | 43     |
| 8.  | Ross County          | 36  | 9  | 14 | 13 | 030:340 | −4    | 41     |
| 9.  | FC Cowdenbeath (N)   | 36  | 9  | 8  | 19 | 041:720 | −31   | 35     |
| 10. | Stirling Albion (N)  | 36  | 4  | 8  | 24 | 032:820 | −50   | 20     |

Platzierungskriterien: 1. Punkte – 2. Tordifferenz – 3. geschossene Tore – 4. Direkter Vergleich (Punkte, Tordifferenz, geschossene Tore)
| Saison 2010/11 |

| Zum Saisonende 2009/10 |                                       |
| (A)                    | Absteiger aus der Premier League      |
| (N)                    | Neuaufsteiger aus der Second Division |

## Relegation
Teilnehmer an den Relegationsspielen waren der FC Cowdenbeath aus der diesjährigen First Division, sowie die drei Mannschaften aus der Second Division, Ayr United, Forfar Athletic und Brechin City. Die Sieger der ersten Runde spielten in der letzten Runde um einen Platz für die folgende Scottish First Division-Saison 2011/12.
Erste Runde
Die Spiele wurden am 11. und 14. Mai 2011 ausgetragen.
|                 | Gesamt |                | Hinspiel | Rückspiel |
| --------------- | ------ | -------------- | -------- | --------- |
| Brechin City    | 4:2    | FC Cowdenbeath | 2:2      | 2:0       |
| Forfar Athletic | 4:7    | Ayr United     | 1:4      | 3:3       |

Zweite Runde
Die Spiele wurden am 18. und 22. Mai 2011 ausgetragen.
|            | Gesamt |              | Hinspiel | Rückspiel |
| ---------- | ------ | ------------ | -------- | --------- |
| Ayr United | 3:2    | Brechin City | 1:1      | 2:1       |